# Piero Bucchi
Pierluigi Bucchi, detto Piero (Bologna, 5 marzo 1958), è un allenatore di pallacanestro italiano, head coach di New Basket Brindisi.

## Carriera
Nel 1992 lasciò le giovanili della Virtus Bologna per entrare a far parte dello staff della prima squadra del Basket Rimini. Mantenne il ruolo di assistente fino al 5 marzo 1996, giorno del suo trentottesimo compleanno, quando la società decise di esonerare Giampiero Hruby (che fino a lì aveva un bilancio di 12 vittorie e 12 sconfitte) e di affidare al tempo stesso la panchina a Bucchi. In quell'annata i biancorossi chiusero la regular season al sesto posto, ma arrivarono fino a gara 5 della finale play-off contro la Reyer Venezia. L'anno seguente, alla sua prima stagione iniziata da capo allenatore sin dalla prima giornata, il Basket Rimini archiviò la regular season della Serie A2 1996-19997 al primo posto per poi rifilare un 3-0 a Juvecaserta nelle semifinali play-off e un altro 3-0 a Montecatini nelle finali, riportando dunque il club nella massima serie dopo quattro anni di assenza. Alla prima stagione in Serie A1 della sua carriera, Bucchi centrò l'obiettivo salvezza e superò gli ottavi di finale dei play-off scudetto contro Verona, qualificando i romagnoli non solo per i quarti di finale ma anche per la Coppa Korać dell'anno seguente. La sua squadra bissò entrambi i traguardi anche nella Serie A1 1998-1999 raggiungendo nuovamente sia la salvezza che l'accesso ai quarti di finale dei play-off scudetto, i quali garantirono un'altra qualificazione alle coppe europee.
Nell'estate 1999 venne scelto dalla dirigenza della Benetton Treviso come successore di Željko Obradović sulla panchina biancoverde. Nella cittadina veneta allenò per un biennio, durante il quale vinse la Coppa Italia 2000 a livello di squadra e venne nominato miglior allenatore della Serie A1 1999-2000 a livello individuale.
Nel luglio 2001 accettò l'offerta dello Śląsk Wrocław, compagine inserita nello stesso girone di Eurolega del suo precedente club. I polacchi iniziarono il torneo con un +18 esterno a Charleroi e con un +14 casalingo ai futuri semifinalisti del Maccabi Tel Aviv, ma, nonostante il primo posto in campionato e il secondo in Eurolega, ebbe dei contrasti con il presidente e terminò la parentesi già ad ottobre.
Il 20 novembre 2001 tornò ad allenare nella Serie A2 italiana, nel frattempo ribattezzata Legadue, subentrando a Maurizio Bartocci alla guida del Basket Napoli. La formazione partenopea, terza in regular season, riuscì ad ottenere l'unica promozione in palio quell'anno grazie al successo per 3-2 nella finale play-off sulla Bipop Carire Reggio Emilia che fin lì aveva dominato il torneo. La città di Napoli ritrovò dunque la massima serie (seppur con una società diversa) a undici anni dall'ultima apparizione.
Il 4 agosto 2002 venne ufficialmente presentato come nuovo allenatore della Virtus Roma. Al suo primo anno nella capitale, Bucchi portò i giallorossi al secondo posto nella regular season della Serie A 2002-2003 e alle semifinali scudetto perse negli ultimi secondi della decisiva gara 5 contro la Fortitudo Bologna. Nel 2003-2004 arrivò un settimo posto e un'uscita ai quarti di finale nuovamente contro la Fortitudo. L'11 gennaio 2005, dopo l'ultima giornata del girone di andata del campionato 2004-2005, Bucchi venne esonerato con la squadra che in quel momento occupava il sesto posto con 18 punti.
Il tecnico bolognese iniziò poi la sua seconda parentesi al Basket Napoli nell'estate 2005, questa volta con un contratto triennale. L'anno del suo ritorno nel capoluogo partenopeo coincise con uno degli apici della storia della società, la conquista della Coppa Italia, alzata dopo aver battuto, nell'ordine, l'Olimpia Milano, la Benetton Treviso e infine la Virtus Roma nella finale del 19 febbraio. In campionato il cammino dei biancazzurri si interruppe alle semifinali play-off contro la Fortitudo Bologna, traguardo che qualificò la squadra alla successiva Eurolega. Oltre alla partecipazione alla massima competizione continentale, Napoli in campionato arrivò quinta ed uscì ai quarti di finale contro Roma. In vista della stagione 2007-2008 la squadra cambiò volto e progetto ma Bucchi rimase al timone, in una stagione terminata con il quattordicesimo posto in classifica e la salvezza.
Nel giugno 2008 rescisse con Napoli (che nel corso della stessa estate sarebbe stata esclusa dai campionati professionistici dalla FIP) e firmò con l'Olimpia Milano del patron Giorgio Armani. Sulla panchina delle "scarpette rosse" Bucchi arrivò alle finali scudetto sia nella stagione 2008-2009 che nel 2009-2010, perdendo in entrambi i casi contro la Mens Sana Siena, compagine dominatrice della Serie A in quegli anni. Il 3 gennaio 2011, a stagione in corso, venne sollevato dall'incarico anche a causa della mancata qualificazione alle Top 16 di Eurolega. Al suo posto subentrò Dan Peterson, inattivo dal 1987. 
A fine maggio 2011 Bucchi firmò un contratto biennale con l'Enel Brindisi, appena retrocessa dalla Serie A 2010-2011 alla Legadue 2011-2012. Il 4 marzo 2012 conquistò la Coppa Italia di Legadue. Il 14 giugno dello stesso anno vinse i play-off di Legadue battendo 88-86 Pistoia (3-1 nella serie), riportando così la formazione pugliese in Serie A dopo un solo anno. Nel successivo campionato di Serie A ottenne con quest'ultima la prima storica salvezza della società biancoblù, dopo averla portata anche alla prima qualificazione alla Final Eight di Coppa Italia grazie al settimo posto alla fine del girone d'andata. Il 4 maggio 2016 lasciò la squadra brindisina dopo cinque anni.
Il 1º giugno seguente diventò il nuovo allenatore della Victoria Libertas Pesaro, con cui firmò un biennale. Il 9 marzo 2017, in seguito ad un diverbio avuto con il presidente Ario Costa, risolse il contratto che lo legava alla squadra adriatica, dopo aver ottenuto sette vittorie in 21 partite.
Dal 5 luglio 2017 al 4 marzo 2018 fu l'allenatore della Juvecaserta, sempre in Serie A.
Dal 4 marzo 2018 scese in Serie A2 per tornare ad allenare nuovamente la Virtus Roma salvandola dalla retrocessione dalla A2 alla Serie B. L'anno dopo, il 20 aprile 2019, centrò la promozione in Serie A riportando i capitolini nella massima serie dopo quattro anni di campionato cadetto.
Dal 26 gennaio 2021 subentrò a Cesare Pancotto sulla panchina della Pallacanestro Cantù. A fine maggio, a seguito della retrocessione in A2, club e tecnico decisero di comune accordo di non proseguire il rapporto di collaborazione.
Il 16 novembre 2021 prese il posto di Demis Cavina alla guida della Dinamo Sassari, in Serie A. Bucchi condusse la squadra a due semifinali play-off consecutive, eliminando ai quarti prima Brescia e poi Venezia ma cedendo entrambe le volte alla corazzata Olimpia Milano, oltre che alla finale di Supercoppa 2022, questa volta persa contro la Virtus Bologna (69-72). Nonostante ciò, il 24 gennaio 2024, dopo un record di 7 vinte e 10 perse e l'esclusione dalla Coppa Italia e dalla Basketball Champions League, venne esonerato per far posto a Nenad Markovic.
Il 16 maggio 2024 firmò un contratto biennale con la New Basket Brindisi, appena retrocessa in A2, tornando così sulla panchina della squadra pugliese dopo otto anni.

## Palmarès

### Club
- Coppa Italia: 2

Pall. Treviso: 2000
Basket Napoli: 2006
- Coppa Italia di Legadue: 1

Brindisi: 2012

### Individuale
- Miglior allenatore della Serie A: 1

Treviso: 2000